# Pastoral Brothers
Pastoral Brothers je youtuberské duo farářů Českobratrské církve evangelické, které tvoří Jakub Helebrant (* 1988, rozený Malý), farář sboru v Praze-Libni a Karel Müller (* 1992), školní kaplan pražských škol Evangelické akademie. Kromě svých společných aktivit slouží jako faráři. Jakub Helebrant nejčastěji v Libni, Karel Müller občas v kostele u Martina ve zdi, kde se pravidelně konají večerní evangelické bohoslužby zaměřené hlavně na mládež. Müller také učí křesťanství a etiku na Evangelické akademii v Praze.
Oba přišli do církve na prahu dospělosti a rozhodli se stát faráři, seznámili se při studiích na Evangelické teologické fakultě Univerzity Karlovy. S myšlenkou natáčet videa přišel Karel Müller.
Mladší z dua, Karel Müller, byl českou verzí časopisu Forbes zařazen mezi 30 pod 30 pro rok 2021.

## Tvorba
Jejich hlavní činnost pod značkou Pastoral Brothers je tvorba vtipných videí, kde přibližují divákům křesťanskou víru svým liberálním pohledem. Po několika úvodních videích vytvořili sérii videí s výklady k Desateru, na to poté navázali sérií Biblické bizáry o podivných a málo známých příbězích z Bible. Na podzim 2021 zahájili sérii videí nazvanou Ježíšoviny. Během pandemie covidu-19 na Youtube nahrávali také přenosy ze svých bohoslužeb. Na Facebooku svoji tvorbu doplňují různými vlastními vtipy a memy často s politickým přesahem.
Kromě toho natáčejí podcasty: 11dílnou podcastovou sérii Ježíšologie, kde podrobně probrali christologii se systematickým teologem Petrem Gallusem, Židovská stories, kde si povídali o chasidských příbězích s religionistou Pavlem Hoškem, sérii Člověkologie opět s Petrem Gallusem a Technoteologie s Františkem Štěchem. Další aktivitou jsou dlouhé rozhovory Pastoral Talk, kde byli hosty Tomáš Halík, Petr Gallus (na závěr série Ježíšologie), Tomáš Sedláček a rabínka Kamila Kopřivová. Od roku 2022 natáčejí podcast Beer&Bible.
V listopadu 2021 vydali Boží knihu, ve které shrnují myšlenky ze svých videí.